# Parque nacional Los Cardones

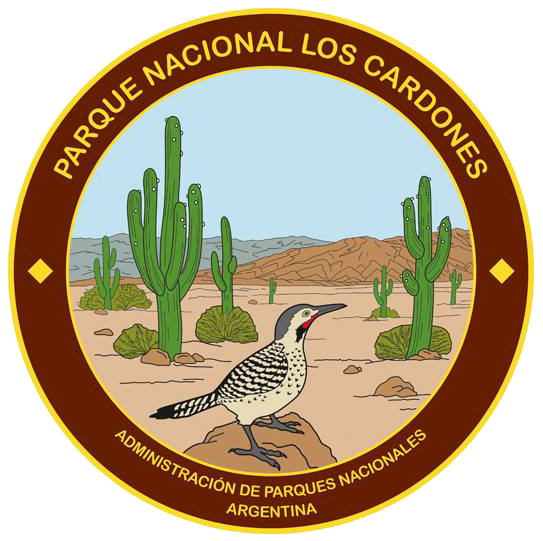
Logo del parque nacional.

El parque nacional Los Cardones (legalmente parque y reserva nacional Los Cardones) se encuentra cerca de la localidad de Payogasta en la región centro-sur de la provincia de Salta en Argentina. Dista aproximadamente 100 km de la ciudad de Salta y fue creado el 20 de noviembre de 1996 y posee 64 117 ha (de las cuales 10 902 ha se proponen como reserva nacional) en un ambiente de sierras secas, con altitudes de entre los 2600 m s. n. m. en el sur del valle de Tonco hasta los 5226 m s. n. m. en el cerro Negro o Malcante. El parque nacional toma su nombre de la gran cantidad de ejemplares de cardón o pasacana (Trichocereus pasacana), una especie característica de los valles interandinos del sur de Bolivia y norte de Argentina y de Chile.
El parque nacional tiene un Plan de Gestión actualizado el 21 de noviembre de 2017.

## Características generales
La vegetación predominante es la de la provincia fitogeográfica Prepuneña, conformada principalmente por cardones  nombre local dado a los grandes cactos de la especie Echinopsis atacamensis, aunque también se encuentran especies características del distrito fitogeográfico del Monte de Sierras y Bolsones de la provincia fitogeográfica del Monte, de la Provincia fitogeográfica Puneña, y del distrito fitogeográfico Altoandino Quechua de la provincia fitogeográfica Altoandina.
En el parque nacional se encuentran restos paleontológicos de importancia, como huellas de dinosaurios de 70 millones de años de antigüedad. Estas huellas son objeto de estudio para científicos. También hay pinturas rupestres.
El área era de importancia para las culturas prehispánicas, ya que los pastores encontraban agua y pasturas en donde alimentar sus rebaños.
El parque nacional no posee infraestructura adecuada para recibir turistas. Es atravesado por la ruta provincial n.º 33 por 38 km de asfalto, que vincula el valle de Lerma con los valles Calchaquíes y forma una recta perfecta que se llama la Recta del Tin-Tin. Sobre esa ruta se halla el acceso principal y existen paradas de ómnibus en El Churcal y en Zapallar. De la ruta n.º 33 se desprenden las rutas provinciales n.º 42 (de ripio, hacia Seclantás), 48 (de tierra, hacia la escuela de Cerro Negro), 27 (secundaria, une Zapallar con Isonza y con Amblayo) y 26 (huella, hacia la mina Don Otto).  
Senderos: Ojo de Cóndor, Secreto del Cardonal, Caminos del Pasado, Cerro Negro, Cerro de los Milagros, Campos del Churcal, Piedra-Filo del Pelado, Filo del Pelado-Valle Encantado, Valle-Rumiarco, Circuito Suroeste, Circuito Sureste, Huellas de Dinosaurios.

## Creación
El proyecto de creación del parque nacional comenzó en 1986, cuando se firmó un convenio entre la provincia de Salta y Administración de Parques Nacionales para llevar adelante la creación del parque nacional. El proyecto de creación del parque nacional fue esbozado en 1988 y tuvo los objetivos siguientes:
- proteger la flora, fauna y bellezas paisajísticas representativas de biomas andinos: monte, pastizal de altura, prepuna, puna, altoandina;
- representar los ecosistemas del gradiente altitudinal y sus procesos ecológicos;
- proteger singularidades y valores especiales (bosque de churqui, cardonal, monte occidental, humedales, geología), y especies amenazadas (guanaco, etc.);
- Proteger el patrimonio cultural prehispánico presente en el área protegida;
- Posibilitar la investigación científica;
- Contribuir al desarrollo turístico de los valles Calchaquíes.

Mediante la ley n.º 6805 sancionada el 22 de agosto de 1995 y promulgada por decreto n.º 2162/1995 el 11 de setiembre de 1995, la provincia de Salta cedió al Estado Nacional la jurisdicción sobre un área aproximada de 70 690 ha ubicadas en el extremo sureste del departamento Cachi y el extremo noroeste del departamento San Carlos (en los municipios de Payogasta y de San Carlos).

Artículo 1º.- La provincia de Salta cede al Estado Nacional la jurisdicción sobre setenta mil seiscientas veinte hectáreas (70.620 Has.) ubicadas en el Sur del departamento de Cachi y el Noroeste del departamento San Carlos, comprendidas entre los siguientes límites: al Norte Estancia Tonco	Cerro Malcante y Cerro Negro; al Este límites de los departamentos de Rosario de Lerma y Chicoana, Fincas Cuesta Chica, Izonza y Urbina; al Sur parte sur de la Finca Los Colorados o TinTin Chico de propiedad de Eugenio Puy; al Oeste Fincas Horconcitos de propiedad de los señores Furman y Compañía, Banda Grande de herederos de Dávalos, Montes de Nieves de Juan M. Aguirre, Izonza de Nicolás Tolaba y Salomón Michel, Banda del Pueblo de Zolilo Fabián, Pueblo Abajo de Simeón Gonza y Alberto Celina, Colte de Segunda J. Zamora y Segundo Díaz Soler. La Bolsa de Raimundo López y Cornelio Escobar, Pichanal o Pachanal de Leonardo Guzmán hasta Abra de Apacheta, Churqui Yaco de Francisca Plaza y Cumbres del Cerro TinTin hasta Abra de Payogasta.
 Art. 3º.- El Estado nacional iniciará los juicios de expropiación respectivos en todos aquellos casos que correspondiere hacerlo, lo que se determinará en los estudios que realice la Administración de Parques Nacionales referidos en el artículo 2º tendientes a definir las áreas destinadas a Parque Nacional y a Reserva Nacional. El Estado Nacional se hará cargo del pago de las indemnizaciones y demás gastos que demanden los juicios de expropiación que se tramiten.

Mediante la ley nacional n.º 24737 sancionada el 20 de noviembre de 1996 y promulgada el 13 de diciembre de 1996, el Estado Nacional aceptó la cesión de jurisdicción.

ARTICULO 1° - Acéptase la cesión de jurisdicción efectuada por la Provincia de Salta al Estado nacional -mediante Ley Provincial N° 6 805 sancionada el 22 de agosto de l995 sobre un .área aproximada de setenta mil seiscientas noventa hectáreas (70 690 has) ubicadas al Sur del Departamento de Cachi y al Noreste del Departamento de San Carlos, provincia de Salta, comprendida dentro de los siguientes limites al Norte Estancia Tonto Cerro Malcante y Cerro Negro; al Este limites de los Departamentos de Rosario de Lerma y Chicoana, Fincas Cuesta Chica, Izonza y Urbina al Sur parte sur de la Finca Los Colorados o Tin Tin Chico de propiedad de Eugenio Puy; al Oeste Fincas Horconcitos de propiedad de los señores Furman y Compañía, Banda Grande de Herederos de Dávalos, Monte de Nieves de Juan M. Aguirre, Izonza de Nicolás Tolaba y Salomon Michel. Banda del Pueblo de Zolilo Fabian Pueblo Abajo de Simeón Gonza y Alberto Celina, Colte de Segundo J. Zamora y Segundo Díaz Soler, la Bolsa de Raimundo López y Cornelio Escobar, Pichanal o Pachanal de Leonardo Guzmán hasta Abra de Apacheta, Churquí Yaco de Francisca de Plaza y Cumbres del Cerro Tin Tin hasta Abra de Payogasta. La superficie, nomenclatura catastral y titulares domínales del área cuya cesión de jurisdicción se acepta se detalla en el Anexo I de la presente ley.

La ley declaró de utilidad pública los inmuebles comprendidos en el parque nacional y dispuso su compra o expropiación. También dispuso dividir el área protegida en parque nacional y reserva nacional, ambas genéricamente denominadas parque nacional Los Cardones:

ARTICULO 4°.- El Estado nacional, por medio de la Administración de Parques Nacionales, deberá determinar de acuerdo a los estudios que sus dependencias técnicas realicen, qué áreas serán destinadas a Parque Nacional y cuales otras a Reserva Nacional, según las categorías establecidas por la Ley 22.351 y siempre que ello fuere necesario.

La propiedad de la mayor parte del área pertenecía a la sucesión Viñuales. Al momento de creación vivían 116 personas dentro del área del parque nacional, agrupadas en 31 viviendas familiares casi sin títulos de propiedad y utilizan 33 660 ha en pastoreo de ganado. Para 2007 -cuando se realizó un censo en el lugar- su número se redujo a 98 personas en 25 familias, que usan entre el 33 % y el 50% de la superficie del parque para pastoreo de su ganado.

## Zonificación
La zonificación propuesta por el Plan de Gestión en 2014 es la siguiente:
- Zona de Uso Público Intensivo: en total son 12 ha, que comprenden: Área Valle Encantado (existe allí un mirador y área estacionamiento, además se prevé un área de pícnic y un punto de información y refugio), Viejo Almacén Herrera (es una antigua posta de descanso y proveeduría y futuro centro de visitantes al que se agregaría un parador)
- Zona de Uso Público Extensivo: en total son 1193 ha, que comprenden: mirador-sendero Ojo de Cóndor (cuenta con sector de estacionamiento y un pequeño sendero), mirador-sendero Secretos del Cardonal (cuenta con un amplio sector de estacionamiento y un sendero semicircular), mirador–sendero Caminos del Pasado, senderos al Cerro Negro, sendero del Milagro, Campos del Churcal, sendero Piedra-Filo del Pelado, sendero Filo del Pelado-Valle Encantado, sendero Valle-Rumiarco, Circuito Suroeste, Circuito Sureste, Huellas de dinosaurios.
- Zona Intangible: comunidades altoandinas y puneñas del Cerro Negro y humedales asociados; faldeos y terrazas sudoccidentales del Cerro Negro hacia la Cuesta del Obispo y las llanuras de Tonco y del Tintín (incluye el Cardonal); faldeos del Cerro Tintín, desagües del río Tintín, planicies de Cajoncillos, Duendeyacu y Perrayacu (incluye el Churcal); cuenca endorreica de Cachipampa y Cajoncillos, sectores de puna húmeda y pastizales de neblina vecinos a Piedra del Molino, Valle Encantado y Rumiarco, no involucrados actualmente en la definición de sectores de pastoreo; valles al norte y este del Filo de la Apacheta, y su prolongación hacia el sur; valles con pastizales de altura, comunidades húmedas y subúmedas y el cordón serrano límite entre Isonza y Amblayo; zona sur del Valle del Tonco y quebradas aledañas. Comprende 30 641 ha.
  - Subzona a Recuperar Intangibilidad: son 22 067 ha usadas para pastoreo por 9 núcleos pobladores.
- Zona de Uso Especial: comprende infraestructura propia de APN, infraestructura de terceros y caminos de acceso: Antena Cerro Negro, Antena Telecom, Mina Güemes, Mina Los Berthos, Seccional Churcal, Seccional Piedra del Molino (área Tipo I, de 60 ha) y los puntos de residencia permanente de los pobladores (área Tipo II, de 21 ha).
- Zona de Transición a Reserva Nacional: comprende los espacios ocupados por 14 núcleos pobladores para actividades sustentables que luego serán recategorizados como una reserva nacional, que permitirá la presencia permanente de pobladores y de sus actividades de subsistencia. Comprende 10 902 ha.

El 21 de noviembre de 2017 fue aprobada una addenda que fija la zonificación inmediata mientras se lleva adelante la propuesta a largo plazo, que estableció modificaciones sustanciales en la zonificación:
- Parque nacional: 31 135 ha de zona intangible, 32 ha de uso especial, 4 de uso público intensivo y 322 de uso público extensivo (total de 31 493 ha).
- Reserva nacional: 20 ha de zona intangible, 27 ha de uso especial, 7 de uso público intensivo, 813 de uso público extensivo y 32 249 ha de zona de aprovechamiento de recursos (total de 33 176 ha).

## Clima
La mayor parte del área tiene un clima netamente árido: seco y cálido con temperaturas medias de 11 °C en invierno (con mínimas levemente por debajo de 0 °C) y de 18 °C en verano (con máximas de 30 °C). Las precipitaciones son escasas, el promedio anual no supera los 200 mm. y esto solamente en la época estival del año (noviembre a marzo) donde se producen más del 90% de las precipitaciones, no llueve lo mismo en todos los lugares y no todos los años llueve la misma cantidad. Excepcionalmente ocurren nevadas en la parte más baja del área (2700 m s. n. m.) donde la temperatura anual varía entre los 9º y 10 °C. Ya sobre los 3500 m s. n. m. en las serranías del Este se producen precipitaciones en forma de granizo. Hacia el Este, donde se halla el Valle Encantado y las laderas bajas de la Cuesta del Obispo se observa una transición de clima árido a húmedo.

## Topografía
Se encuentran tres tipos de ambientes: el de sierra, con relieve pronunciado de todas las serranías y cerros aislados; el de piedemontes y bajadas, que presenta superficies suavemente inclinadas, preservadas de la acción activa de aporte fluvial y superficies sometidas al desgaste y aporte de sedimento fluvial; y el de las depresiones, que corresponde a las partes bajas del relieve donde hay aporte continuo de material fino transportado por el agua.

## Suelo
El ambiente serrano se caracteriza por la presencia de suelos que presentan abundante afloramiento de rocas consolidadas y no consolidadas, encontrándose por orden de dominancia: suelos pedregosos someros; suelos de textura media a fina y suelos pedregosos profundos.
En el piedemontes y bajadas se encuentran tres tipos de suelos: suelos rojos de desierto; suelos rojos de desierto con discontinuidad a una concentración de carbonato de calcio y suelos que presentan una acumulación de material fino y/o pedregoso, aportado por el agua sobre suelos de textura media a fina. 

## Flora y fauna
Las zonas más elevadas presentan agrupaciones de churqui (Prosopis ferox). Es importante la diversidad de especies de cactus, entre ellos el pequeño espino Echinopsis cinnabarina
La fauna incluye algunas especies raras o amenazadas, como el gato de pajonal (Leopardus garleppi) o los zorros colorados (Lycalopex culpaeus) y grises (Lycalopex gymnocercus). Son frecuentes los guanacos (Lama guanicoe), los chinchillones Lagidium viscacia y los piches o armadillos Chaetophractus vellerosus.
El parque presenta una gran variedad de aves y fue definido como una de las áreas importantes para la conservación de las aves en Argentina.
Considerando únicamente una familia del orden de los pájaros cantores, se ha registrado la presencia de ejemplares de caminera colorada (Geositta rufipennis); bandurritas pico recto (Ochetorhynchus ruficaudus), cola castaña (Ochetorhynchus andaecola) y andina (Upucerthia validirostris); remolineras común (Cinclodes fuscus) y andina (Cinclodes albiventris); coludito canela (Leptasthenura fuliginiceps); canasteros andino (Asthenes heterura) y pálido (Asthenes modesta), el espinero andino (Phacellodomus striaticeps) y el cacholote pardo (Pseudoseisura gutturalis).

## Administración
Por resolución n.º 126/2011 de la Administración de Parques Nacionales de 19 de mayo de 2011 se dispuso que parque nacional encuadrara para los fines administrativos en la categoría áreas protegidas de complejidad III, por lo cual tiene a su frente un intendente designado, del que dependen 4 departamentos (Administración; Obras y Mantenimiento; Guardaparques Nacionales; Conservación y Uso Público) y la división de Despacho y Mesa de Entradas, Salidas, y Notificaciones. La intendencia tiene su sede en la localidad de Payogasta y existen dentro del parque nacional las seccionales El Churcal y Piedra del Molino. 

## Galería

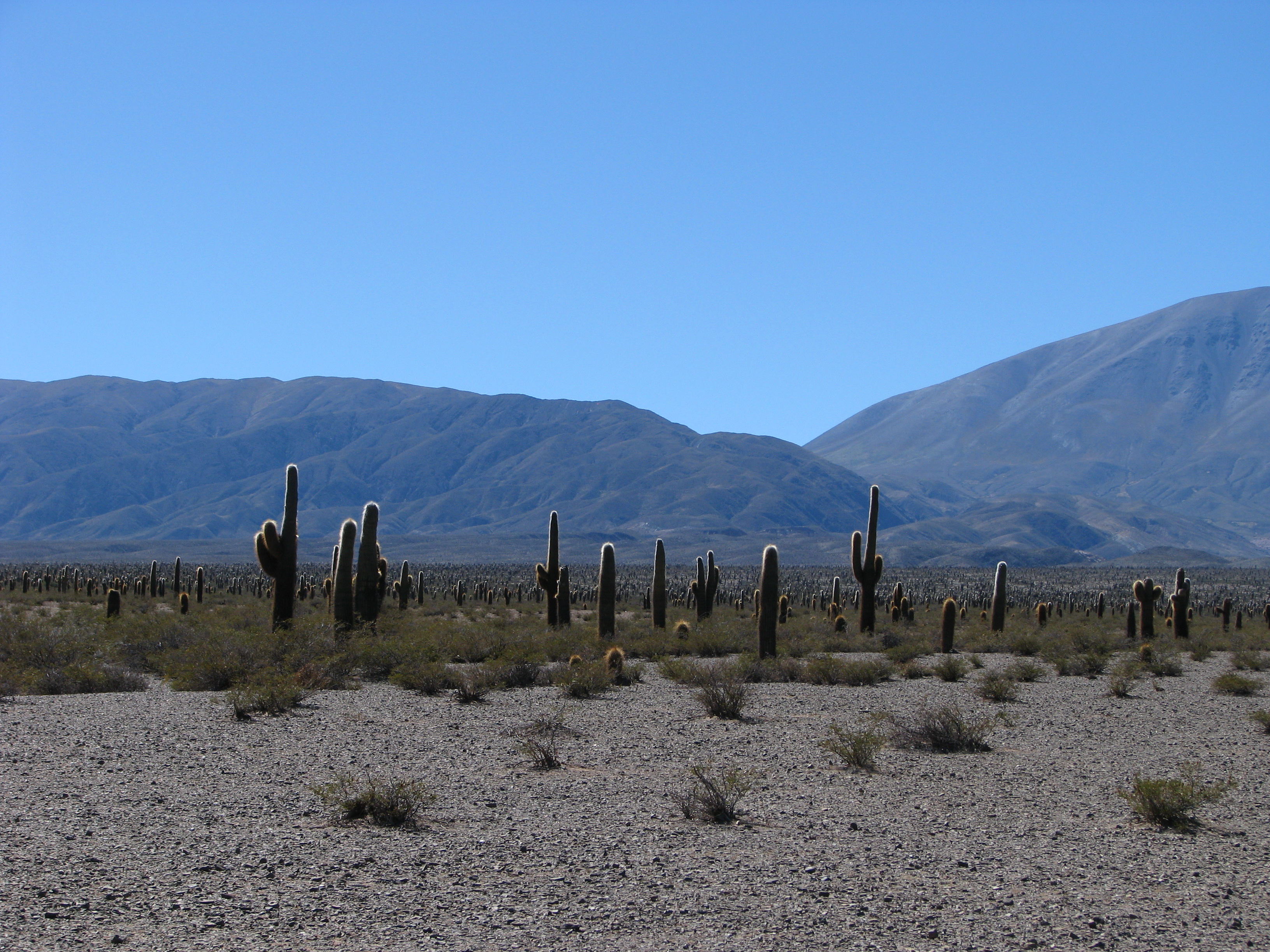
Cardones
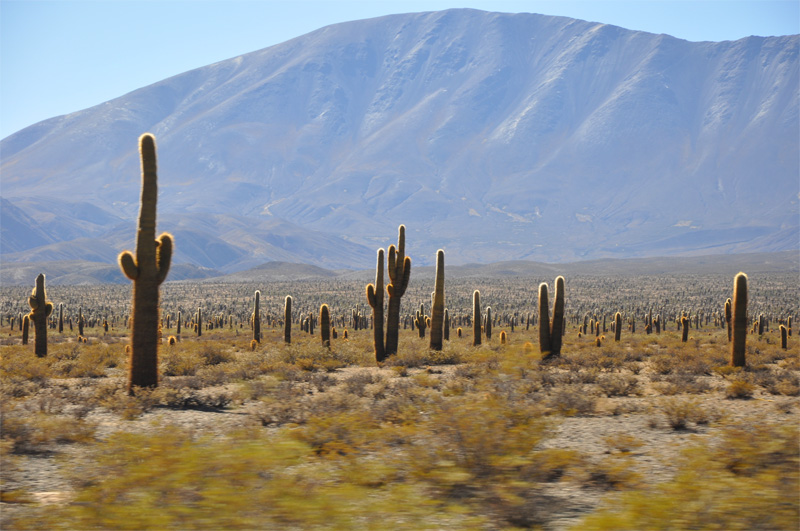
Vista del parque nacional
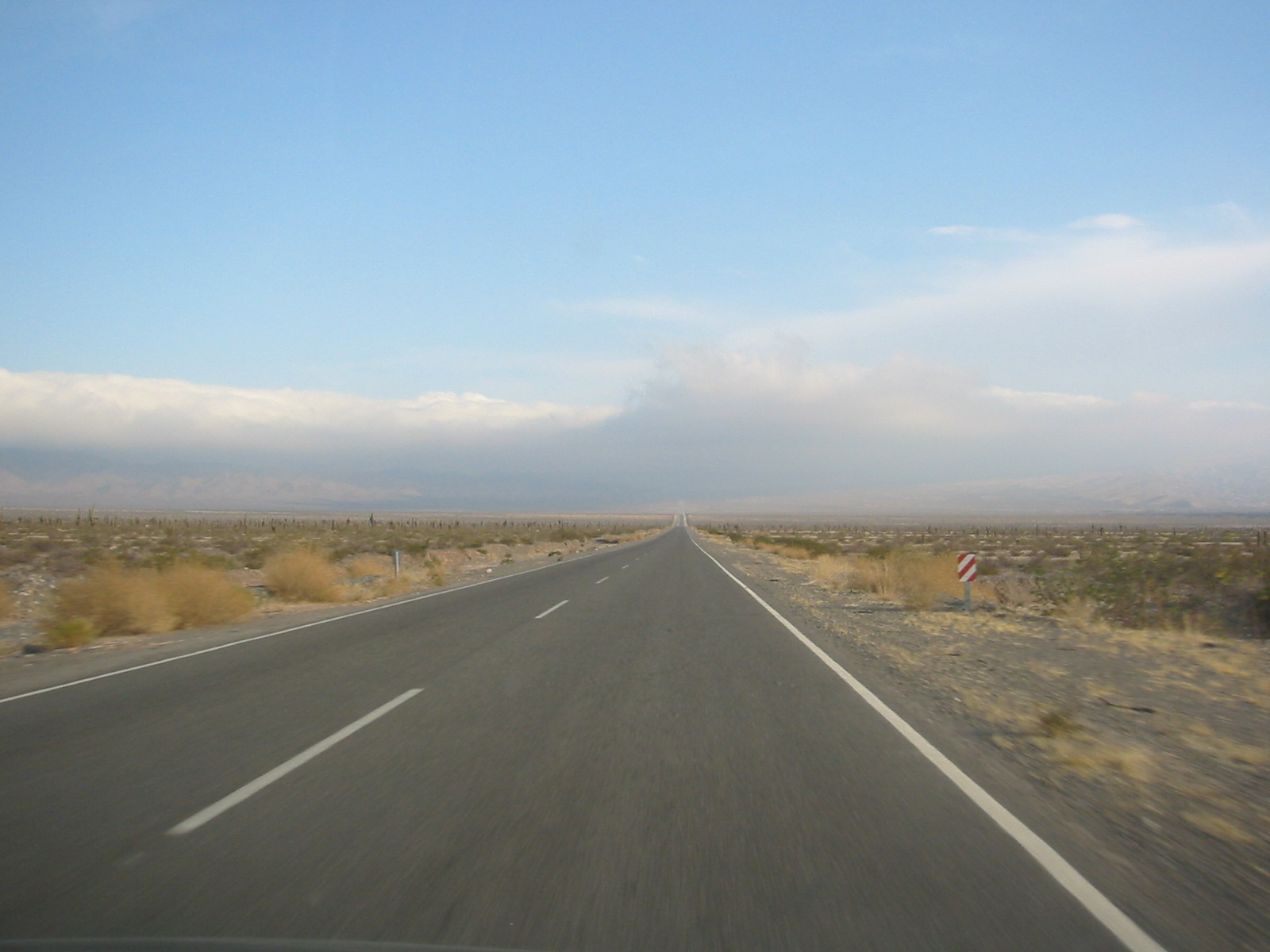
Recta del Tin tin
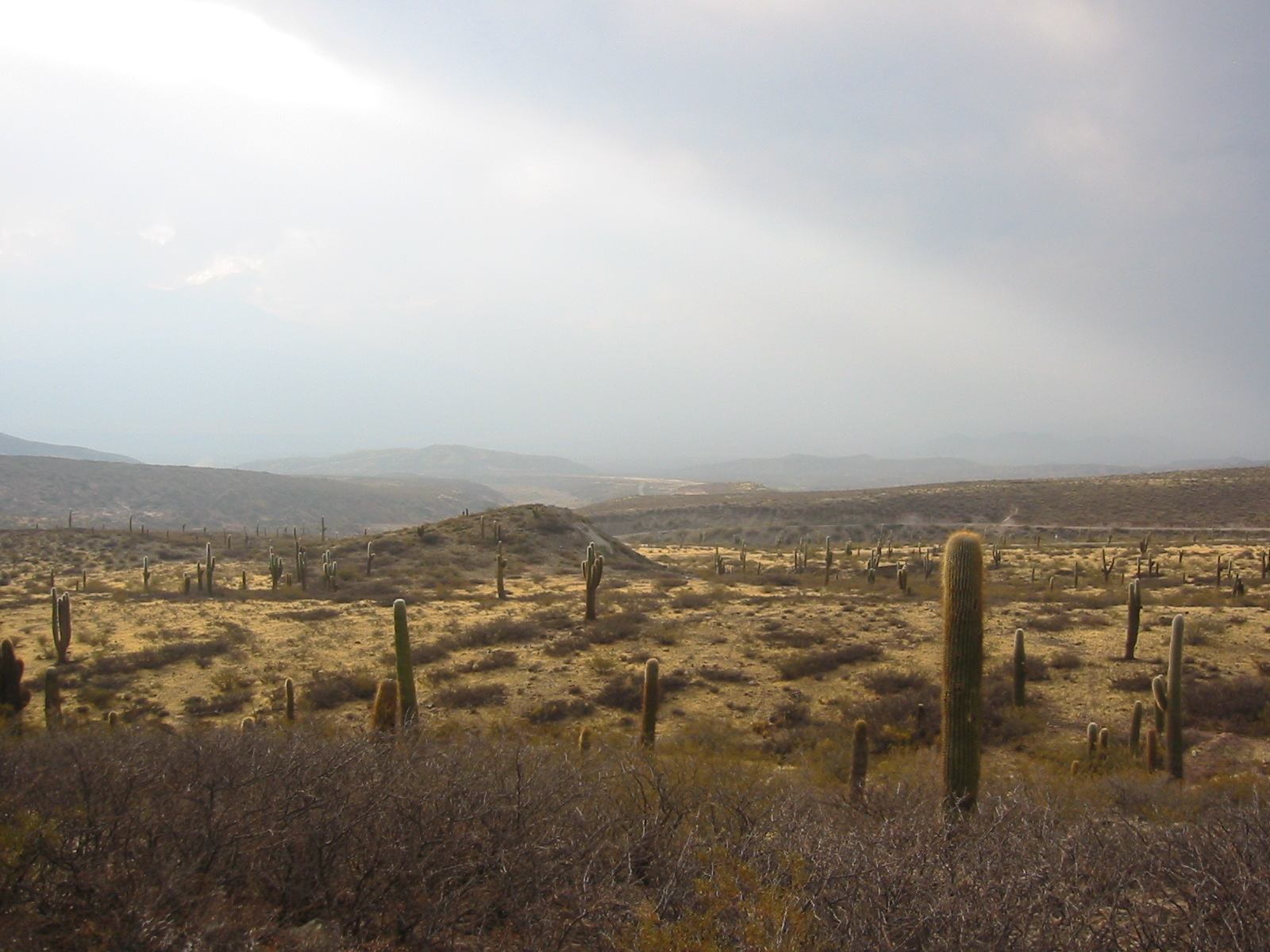
Ruta provincial 33
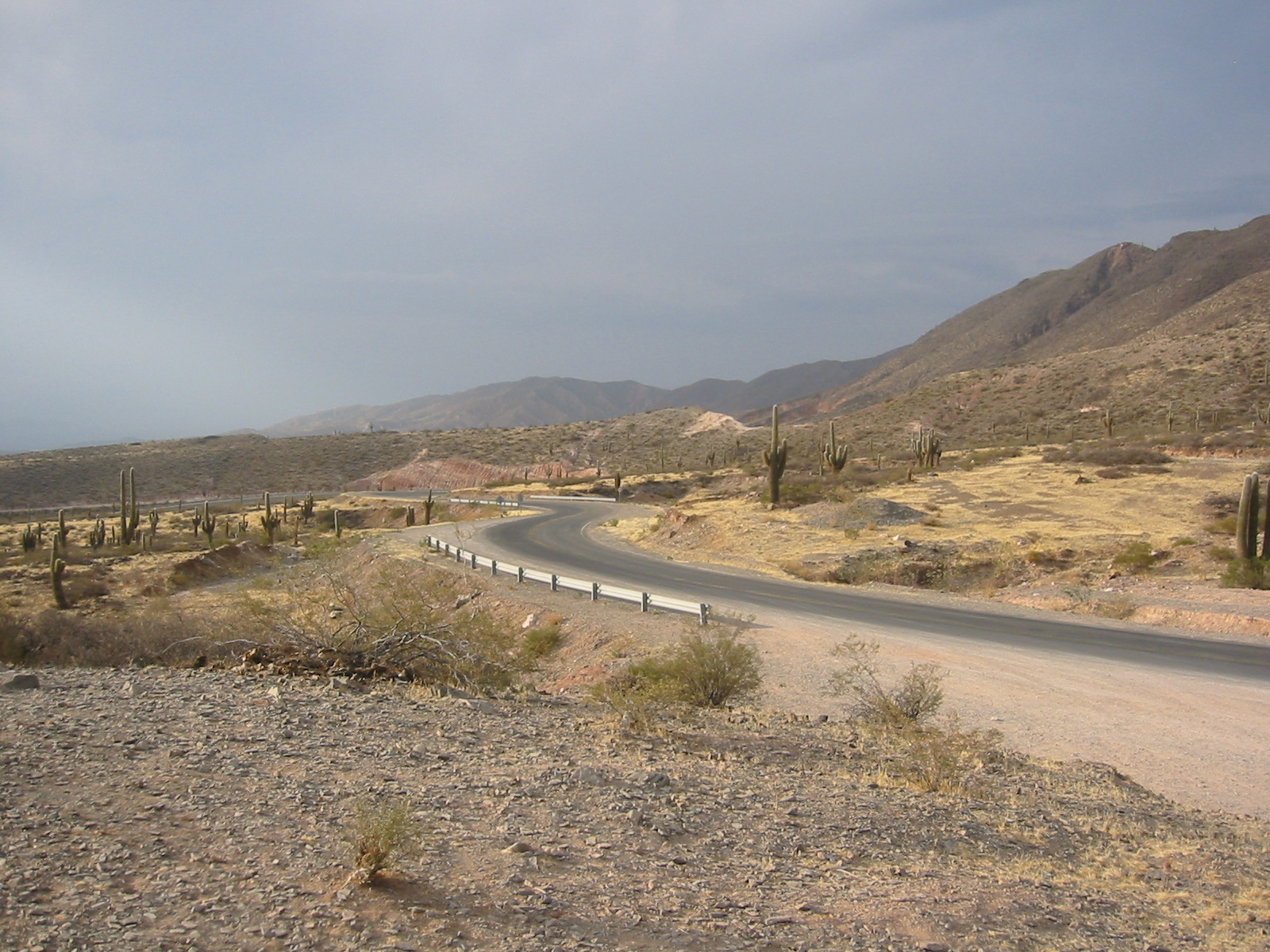
Camino a Cachi
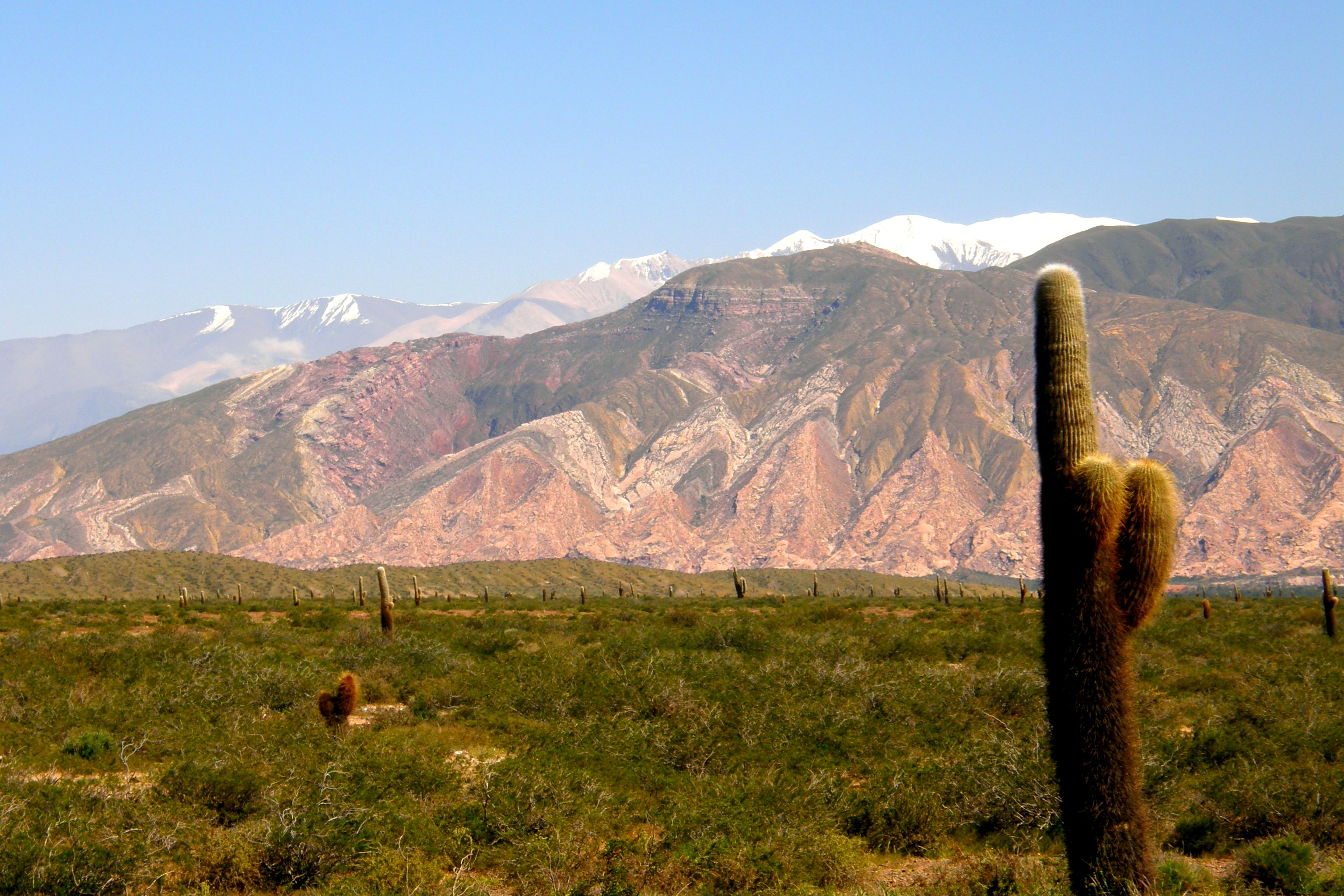
Cerca de la recta del Tin Tin
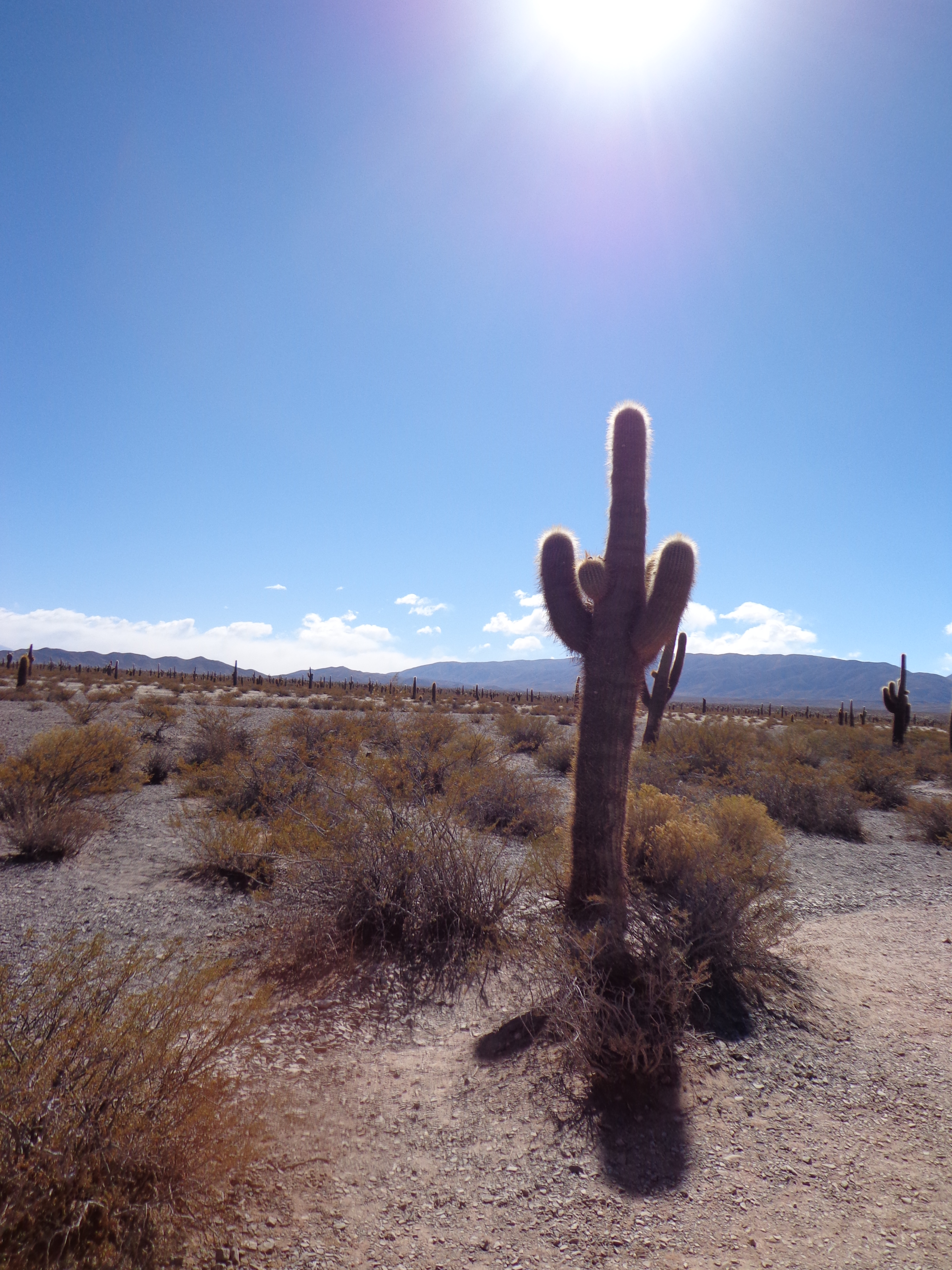
Tarde en el Parque nacional los Cardones